# Gare de Tanjong Pagar
La gare ferroviaire de Tanjong Pagar (Anglais : Tanjong Pagar railway station, Mandarin : 丹戎巴葛火车总站, Malais : Stesen Keretapi Tanjung Pagar), également connue sous le nom de Gare ferroviaire de Singapour ou Gare de Keppel Road, est un terminus ferroviaire que possède Keretapi Tanah Melayu (KTM), la principale compagnie ferroviaire de Malaisie. Les terrains situés à Singapour sur lesquels se trouvent les voies et la gare appartiennent à KTM pour un bail de 999 ans.

## Situation ferroviaire

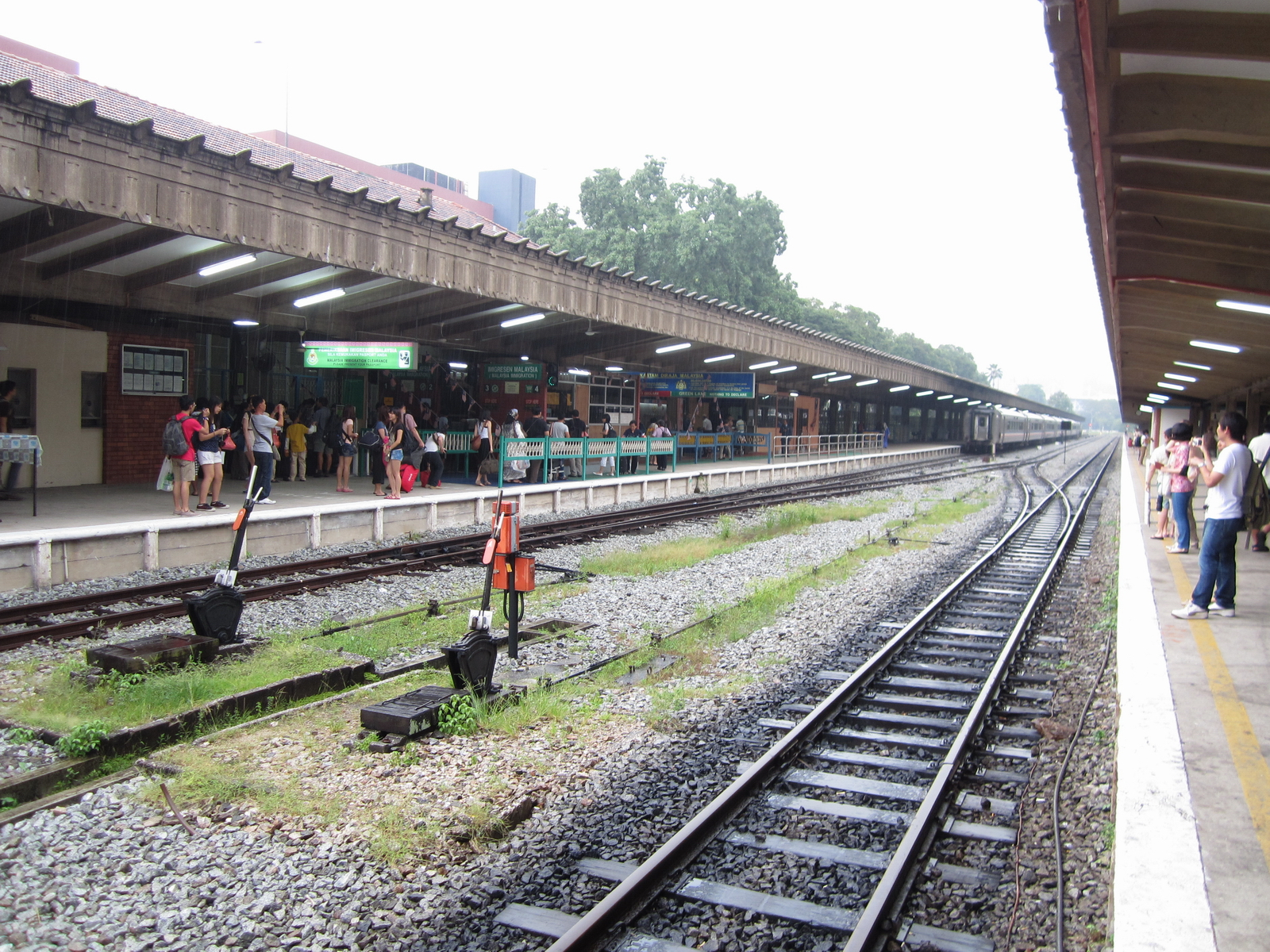
Intérieur de la gare terminus.

## Histoire
Avant la construction du Johor-Singapore Causeway, le réseau ferré de Singapour n'était pas relié au continent. La construction du pont franchissant le détroit de Johor commença en 1919 ; la circulation des trains de marchandises put commencer le 17 septembre 1923, et ceux de voyageurs, le 1er octobre suivant. Auparavant, les marchandises comme les passagers étaient débarquées à Woodlands (au nord-nord-ouest de Singapour) pour prendre un ferry qui les amenait à Johor Bahru où ils pouvaient reprendre un train.
La gare de Tanjong Pagar fut terminée en 1932. Elle est désormais fermée depuis le 1er juillet 2011.
Sur l'extérieur de la gare, nous voyons les lettres "FMSR", désignant les "Federated Malay States Railways" (Chemins de fer des États malais fédérés), ancien opérateur de la gare. Elle est construite dans le style Art déco. L'extérieur de la gare offre quatre sculptures en marbre ; des allégories des quatre principaux secteurs de l'économie malaise : l'agriculture, le commerce, les transports et l'industrie.